# Koaxiallautsprecher

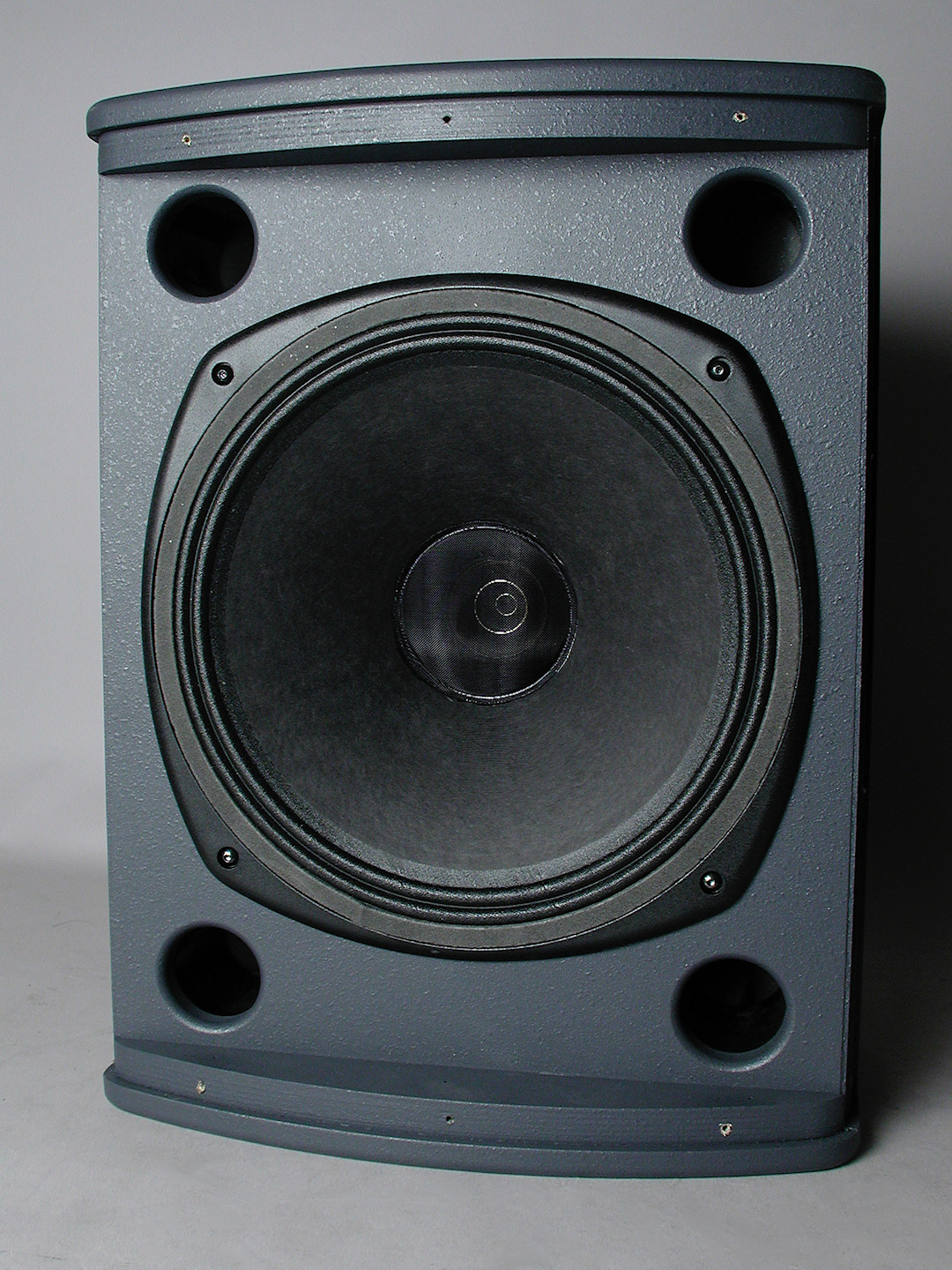
Koaxiallautsprecher im Gehäuse; mittig ist die Hochton-Einheit erkennbar

Ein Koaxiallautsprecher ist ein Lautsprecher, in dem zwei oder mehr schallabstrahlende Membranen konzentrisch angeordnet sind. Dafür werden auf unterschiedliche Frequenzbereiche spezialisierte Wandler entlang der gleichen akustischen Achse (koaxial) positioniert.

## Funktionsprinzip

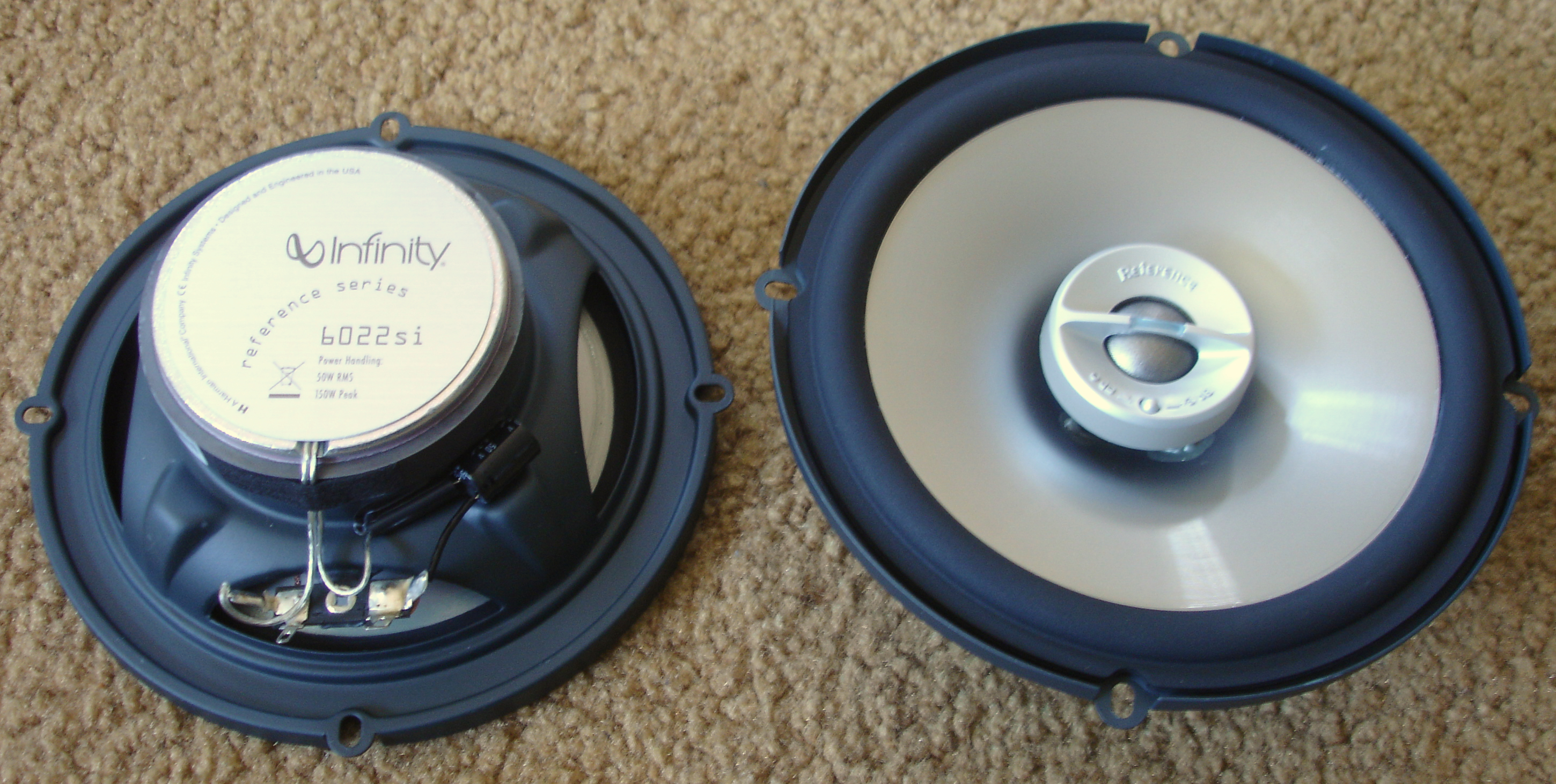
Auto-Lautsprecher mit aufgesetztem Hochtöner

Das gesamte menschliche Hörspektrum lässt sich nur schwer mit einem einzelnen Lautsprecher wiedergeben, da unter anderem Form und Größe der Membran Einfluss auf das linear reproduzierbare Frequenzspektrum, die erzielbare Lautstärke und den jeweiligen Abstrahlwinkel nehmen – Probleme, mit denen alle Breitbandlautsprecher zu kämpfen haben. Aus diesem Grund werden in HiFi-Boxen zumeist mehrere Lautsprecher eingesetzt. Solche Mehrwegsysteme irritieren das Gehör jedoch insofern, als die Klanganteile von verschiedenen Orten ausgehen.
Koaxiallautsprecher bestehen meist aus einem Hochtöner, der im Zentrum eines Tief/Mitteltöners angebracht ist. Während die große Membran für entsprechenden Schalldruck bei tieferen Frequenzen sorgt, kann die kleine Membran ihre Vorteile bezüglich Auflösungsvermögen und Impulsschnelle ausspielen.
Im Gegensatz zu Breitbandlautsprechern benötigen Koax-Systeme zwingend eine Frequenzweiche (Lautsprecher), da die beiden schallerzeugenden Einheiten wie separate Chassis agieren – weshalb Koaxiallautsprecher auch über mehr als zwei Anschlüsse verfügen.

## Varianten
Für qualitativ hochwertige Wiedergabe werden meist zwei verschiedene Schwingspulen/Membran-Einheiten eingesetzt, die sich der Feldlinien desselben Magneten bedienen. Die resultierende „Rückversetzung“ der Hochtoneinheit (in Relation zur Schallwand) ist dabei vorteilhaft, weil ihr Signal dann trotz des schnelleren Einschwingvorganges nicht früher als jenes der großen Membran beim Hörer eintrifft.
Ein ähnliches Prinzip ist auch bei Auto-Lautsprechern verbreitet. Hier dient es jedoch mehr der Platzersparnis: Ein separater Hochtöner (also mit eigenem Magneten) wird vor dem Tief/Mitteltöner montiert. Die „Zeitrichtigkeit“ der oben beschriebenen Bauweise geht dabei verloren; außerdem kommen Klangverfälschungen hinzu, die den Beugungseffekten des von der größeren Membran abgestrahlten Schalls entlang jenes Aufsatzes geschuldet sind.
Koaxiallautsprecher können aus Koaxialchassis (d. h. aus fertigen Chassis mit zwei Schwingspulen und zwei Membranen) wie auch aus einzelnen Chassis, die
koaxial angeordnet werden, konstruiert werden. Beide Möglichkeiten werden gleichermaßen verwendet, sowohl im Low-End wie im Studio-Monitorbereich.
Ein fertiges Koaxialchassis verlagert die Abstimmung der beiden Chassis aufeinander vom Lautsprecherhersteller zum Chassishersteller.
Dies ermöglicht heutzutage den Entwurf von Koaxiallautsprechern selbst für fortgeschrittene Amateure.

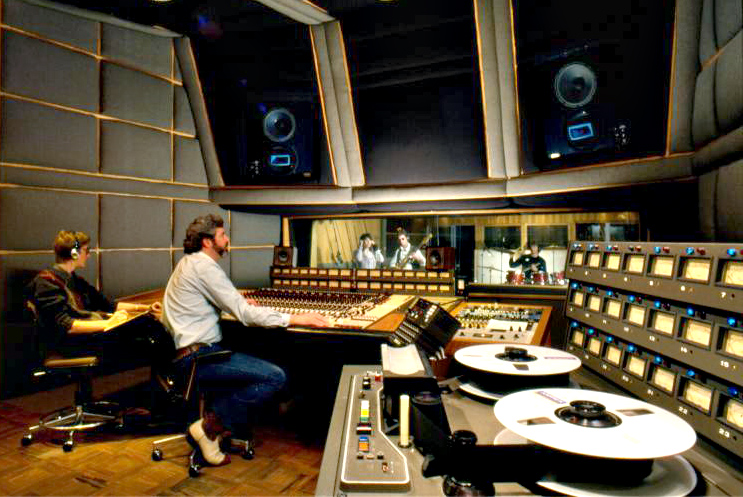
Die beiden Lautsprecher oberhalb des Fensters sind UREI 813s. Die Hochtoneinheit (hellblau) sitzt vor dem Tiefmitteltöner, darüber befindet sich ein zusätzlicher Tieftöner.

Die Tieftoneinheit kann als Waveguide/Horn für die Hochtoneinheit benutzt werden, es gibt aber auch Ausführungen, in denen die Hochtoneinheit eine
separate Schallführung besitzt oder vor dem Tieftonlautsprecher auf einer separaten Schallwand montiert ist.
Koaxiallautsprecher können als Zweiwege-Konstruktion wie auch als Dreiwege-Konstruktion ausgelegt werden.
Zweiwege-Konstruktion, besonders in Zusammenhang mit kleinen Tiefmitteltöner in Langhubausführung und Nutzung des Tiefmitteltöner als Waveguide erzeugen
bei der Wiedergabe von tieferen Bässen unweigerlich Intermodulationsverzerrungen der Hochtonanteile, da der Waveguide periodisch verändert wird und damit die  Schallkennimpedanz für den Hochtöner sich ändert. Dreiwege-Konstruktionen haben dieses Problem prinzipiell nicht.
Die Weichen für die einzelnen Treiber können sowohl als Passivweichen wie als Aktivweichen ausgeführt werden, Aktivweichen können weiterhin sowohl analog
wie digital ausgeführt werden. Letztere Möglichkeit erlaubt die Konstruktion von zeitrichtigen Lautsprechern ohne richtungsabhängige Interferenzen und damit die Vorteile von Breitbandlautsprechern und von Mehrwegelautsprechern ohne Kompromisse miteinander zu verbinden.

## Grenzen
Neben den Problemen, welche ein simples „Doppelsystem“ (siehe oben: Auto-Lautsprecher) mit sich bringt, sind auch hochwertige Koaxiallautsprecher nicht ganz einfach in der akustischen Abstimmung. Für die im Zentrum des Bass/Mitten-Töners gelegene Hochtoneinheit wirkt die umgebende Konusmembran nämlich wie ein Horn, mit all seinen klangbeeinflussenden Eigenschaften; da sich diese Schallführung im Betrieb zudem bewegt, werden Intermodulationen begünstigt.